# Pay It Forward
Pay It Forward is een Amerikaanse dramafilm uit 2000 onder regie van Mimi Leder. Het verhaal hiervan is gebaseerd op dat uit het gelijknamige boek van Catherine Ryan Hyde.

## Verhaal
De jonge Trevor heeft een aan alcohol verslaafde moeder en krijgt een opmerkelijke nieuwe opdracht van zijn leraar maatschappijleer: bedenk een manier om de wereld te verbeteren. Hij neemt dit heel serieus. Trevor bedenkt een plan, waarbij iedereen een goede daad moet doen voor drie mensen, die dat op hun beurt ieder weer bij drie anderen moeten doen. Op het eerste gezicht lijkt het idee te mislukken, maar dan krijgt de moeder een relatie met de leraar maatschappijleer.

## Rolverdeling
| Acteur            | Personage       |
| ----------------- | --------------- |
| Kevin Spacey      | Eugene Simonet  |
| Helen Hunt        | Arlene McKinney |
| Haley Joel Osment | Trevor McKinney |
| Jay Mohr          | Chris Chandler  |
| Jim Caviezel      | Jerry           |
| Jon Bon Jovi      | Ricky McKinney  |
| Angie Dickinson   | Grace           |
| David Ramsey      | Sidney Parker   |
| Gary Werntz       | Mr. Thorsen     |
| Colleen Flynn     | vrouw op brug   |
| Marc Donato       | Adam            |
| Kathleen Wilhoite | Bonnie          |
| Liza Snyder       | Michelle        |
| Jeanetta Arnette  | Verpleegkundige |

## In het echt
De Pay It Forward Foundation is een bestaande organisatie, die is opgericht in 2000, mede door het boek, Catherine Ryan Hyde, voor het uitdragen van het simpele PIF-principe en op die manier mensen bewust wil maken van de essentie van sociale verbondenheid in onze samenleving.